# 哈里森 (愛達荷州)
哈里森（英語：Harrison）是一個位於美國愛達荷州庫特內縣的城市。

## 地理
哈里森的座標為47°26′59″N 116°46′50″W / 47.44972°N 116.78056°W，而該地的平均海拔高度為672米（即2205英尺）。

## 人口
根據2020年美國人口普查的數據，哈里森的面積為11.29平方千米，當中陸地面積為9.11平方千米，而水域面積為2.18平方千米。當地共有人口233人，而人口密度為每平方千米20.6人。